# Cadillac (Michigan)
Cadillac ist eine Stadt in Wexford County im US-Bundesstaat Michigan und Sitz der County-Verwaltung.

## Geographie
Die Stadt liegt am Lake Mitchell und am Lake Cadillac, die durch einen künstlichen Kanal verbunden sind. Der Kanal friert vor den Seen zu, taut aber auf, wenn diese zufrieren. Die Stadt liegt etwa 100 Meilen nördlich von Grand Rapids und 49 Meilen südöstlich von Traverse City.

## Geschichte
Der Ort entstand wegen der Möglichkeit, Kiefernholz zu gewinnen. Ursprünglich war er bekannt als Clam Lake. Als die Ortschaft 1877 als Stadt anerkannt wurde, änderte der Ort seinen Namen in Cadillac zu Ehren des französischen Abenteurers Antoine De La Mothe Cadillac. Nach dem Zweiten Weltkrieg wurde der Tourismus eine wichtige Einnahmequelle in Cadillac. Vorher war die Stadt für die Herstellung von Ahorn- und Hartholzfußböden bekannt.

### Bevölkerungsentwicklung
2000 hatte Cadillac selbst etwa 10.000 Einwohner, im Großraum leben 65.000 Personen.

## Wirtschaft und Infrastruktur
Neben dem Tourismus verfügt Cadillac über Bootswerften, Gummiindustrie, eine Eisengießerei, es werden Staubsauger, Autoersatzteile, Kühlschränke und militärische Güter produziert. Daneben hat der Vertrieb von Getränken wirtschaftliche Bedeutung. Die Arbeitslosenquote betrug 2000 6,4 %. 

## Söhne der Stadt
- Ad Wolgast (1888–1955), Boxer
- Guy Vander Jagt (1931–2007), Politiker
- Jan Harold Brunvand (* 1933), Erzählforscher
- Dirk Dunbar (* 1954), Basketballspieler und -trainer
- Paul McMullen (1972–2021), Leichtathlet